# Ряснополь
Ряснополь (укр. Ряснопіль) — село, относится к Березовскому району Одесской области Украины.
Население по переписи 2001 года составляло 945 человек. Почтовый индекс — 67360. Телефонный код — 48-56. Занимает площадь 3,138 км². Код КОАТУУ — 5121283801.

## История
Эти земли на реке Царега в далёком 1793 году получил Игнатий Иванович Гижицкий.
Гижицкий Игнатий Иванович (1752-1816) происходил из польских дворян, генерал-майор, действенный статский советник, георгиевский кавалер. Когда в 1798 году Игнатий Иванович по состоянию здоровья ушёл в отставку с военной службы, то на этих подаренных землях основывает селение Гижицкое, которое в 1832 году было преобразовано в местечко Ряснополь.
В Ряснополе Гижицкие жили в просторном помещичьем доме, что стоял на высоком косогоре. Это здание сохранилось до сегодняшних дней, однако состояние его оставляет желать лучшего! Построено оно было в конце XVIII-го века генерал-майором Игнатием Ивановичем Гижицким. Из документов известно, что в 1905 году усадьбой уже владела помещица Аркудинская Л.А. После событий 1917-го и прихода советской власти здесь сначала сделали сельский клуб "Красный Дым", а позже разместили школу. В годы Второй мировой в усадьбе оккупанты разместили жандармерию. После войны в здание снова вернулась ряснопольская средняя школа и даже после постройки в 1973 году нового здания для школы, усадьбу всё так же продолжали использовать для школьных нужд. Ещё в ней был так называемый, интернат для детей, которые были из соседних сёл и учились в ряснопольской школе. Комнаты, в которых жили школьники размещались слева, а классы - справа по коридору. А на лето в бывшей усадьбе организовывали школьный лагерь.
В период с 1806 по 1809 год Игнатием Ивановичем Гижицким была построена Петропавловская церковь. Однако в первозданном виде здание простояло недолго и уже в 1856 году внуком Игнатия Ивановича, Иваном Александровичем Гижицким, церковь была практически полностью построена заново на том же самом месте.  С 1872 по 1878 год старостой Петропавловской церкви избирался Курис Иван Ираклиевич, который был мужем Любови Ивановны Гижицкой, дочери Ивана Александровича Гижицкого. В безбожные советские годы сначала здание церкви было закрыто, а позже в нём разместили сельский клуб. Сегодня Петропавловская церковь заброшена и находится в непонятном состоянии. Дело в том, что лет 10 назад вроде начали восстанавливать это здание, но уже несколько лет никакие работы не ведутся. Возле Петропавловской церкви - старинное кладбище. Возраст некоторых могил на нём действительно впечатляет.
В 1895 году была осуществлена закладка земской больницы на 7 коек. Это здание сохранилось до наших дней. Недавно, до постройки православной церкви 12-ти апостолов, именно его использовали церковники для своих богослужений. Сама же больница сегодня находится в соседнем, более новом, корпусе.
Из старинных построек в селе можно отметить ещё пару мостов, которые в советские годы были немного перестроены. В 1929 году в Ряснополе был образован колхоз "Искра". Направление хозяйства - земледелие и мясо-молочное животноводство. Сегодня нам о том времени напоминает Дом Культуры с залом на 520 мест, построенный в 1960-е, здание конторы, заброшенная пекарня и заброшенная в начале 1990-х сельская баня с красивыми панно на стенах.
Во время фашистской оккупации на территории Ряснополя и соседних сёл действовала подпольно-патриотическая группа. Напав на след подпольщиков, фашисты в 1943 году казнили 35 патриотов, 11 из них 31 марта 1944 года были похоронены в братской могиле в центре села вместе с 16 советскими войнами-освободителями Ряснополя. Павшим войнам и патриотам был воздвигнут памятник.

## Галерея

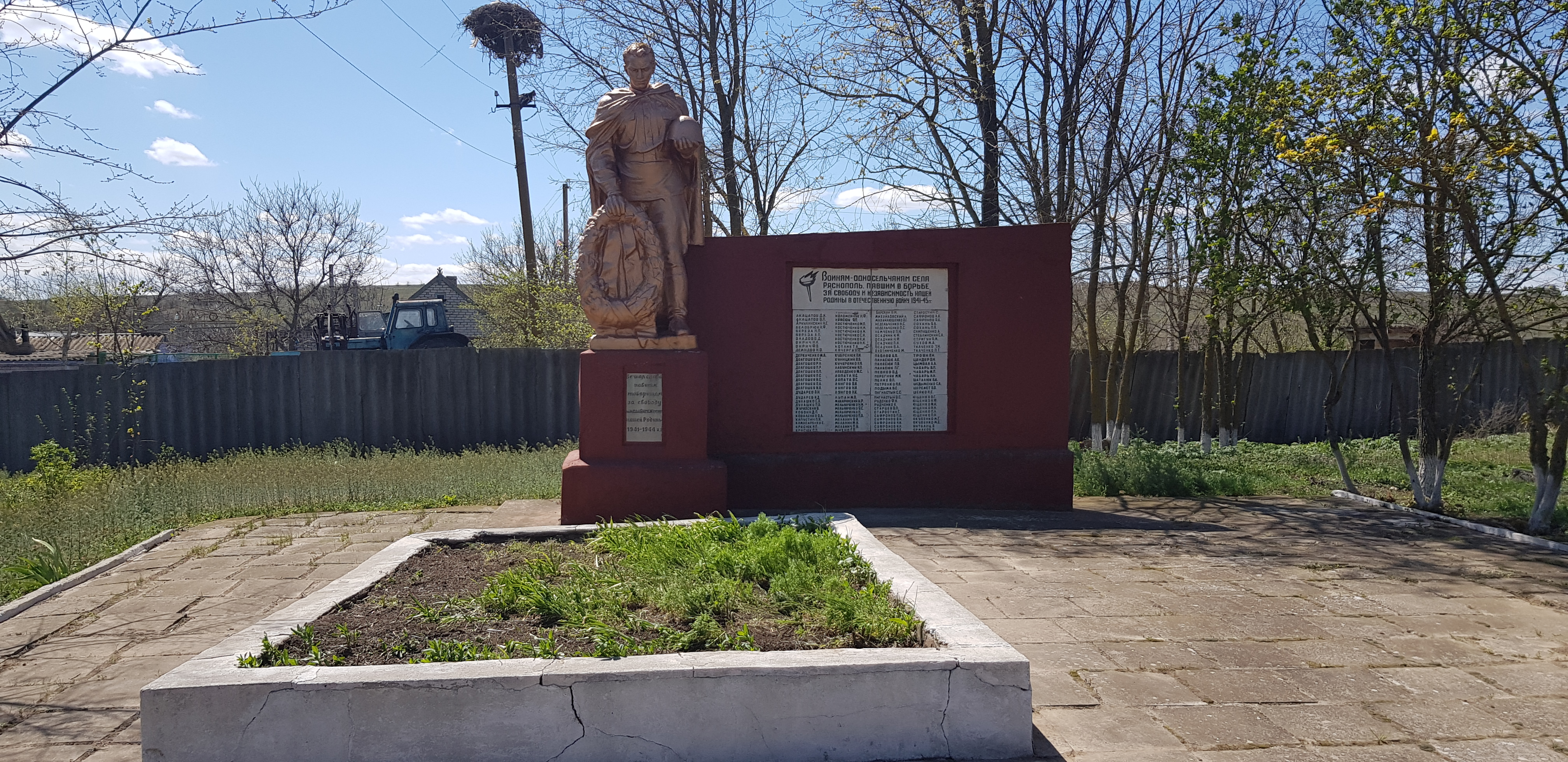
Братская могила
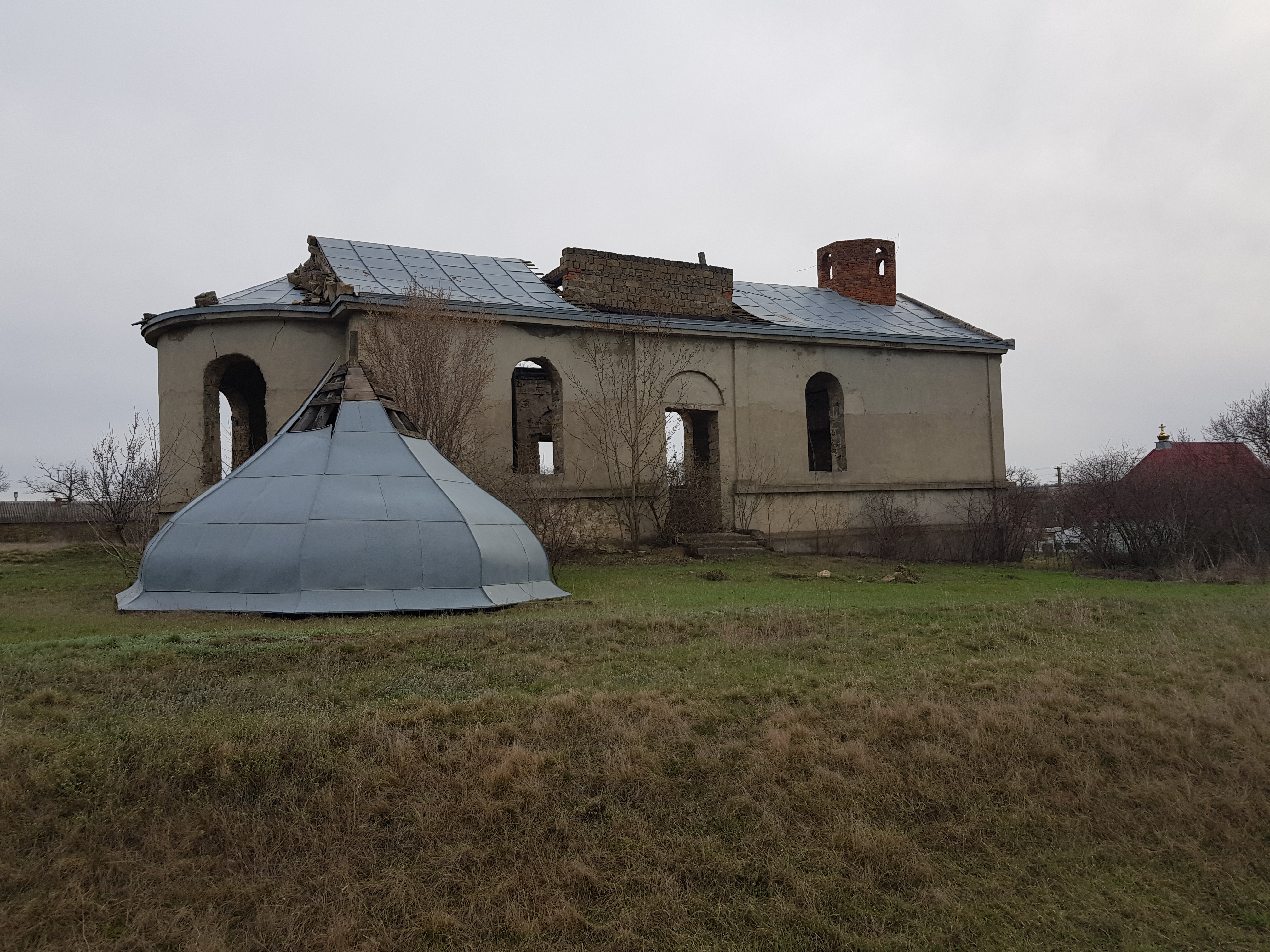
Петропавловская церковь
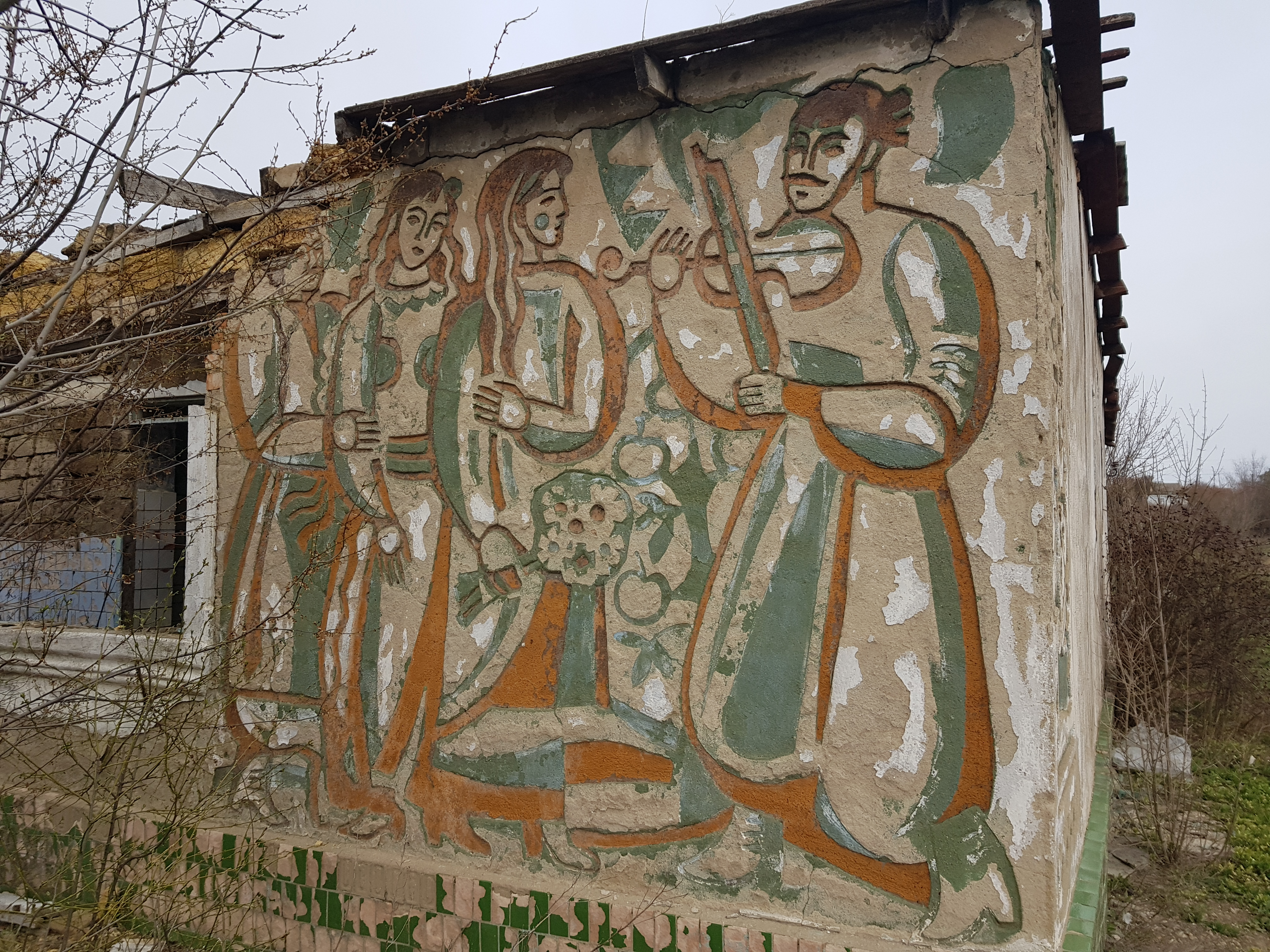
Панно на заброшенной сельской бане
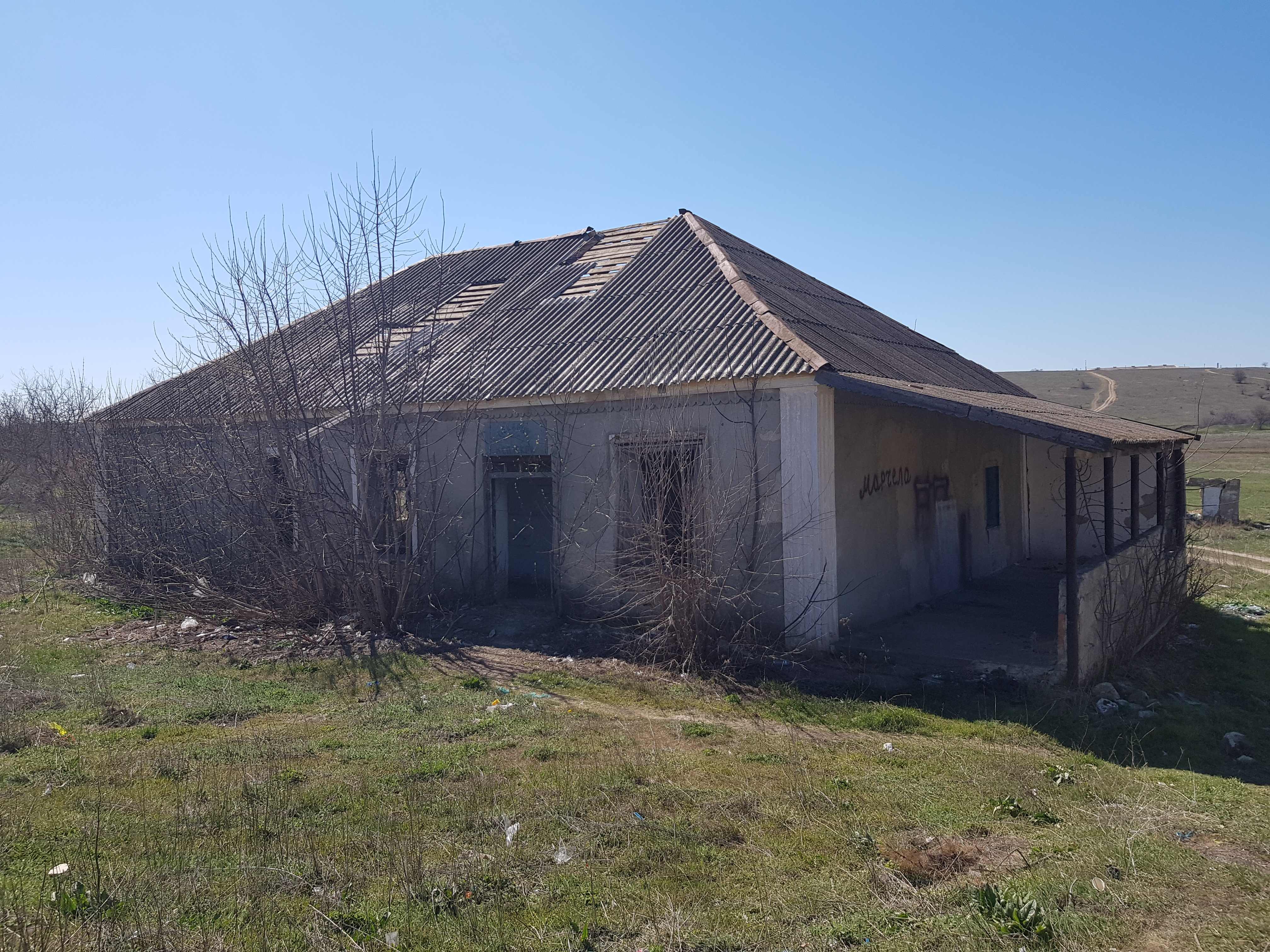
Заброшенная пекарня
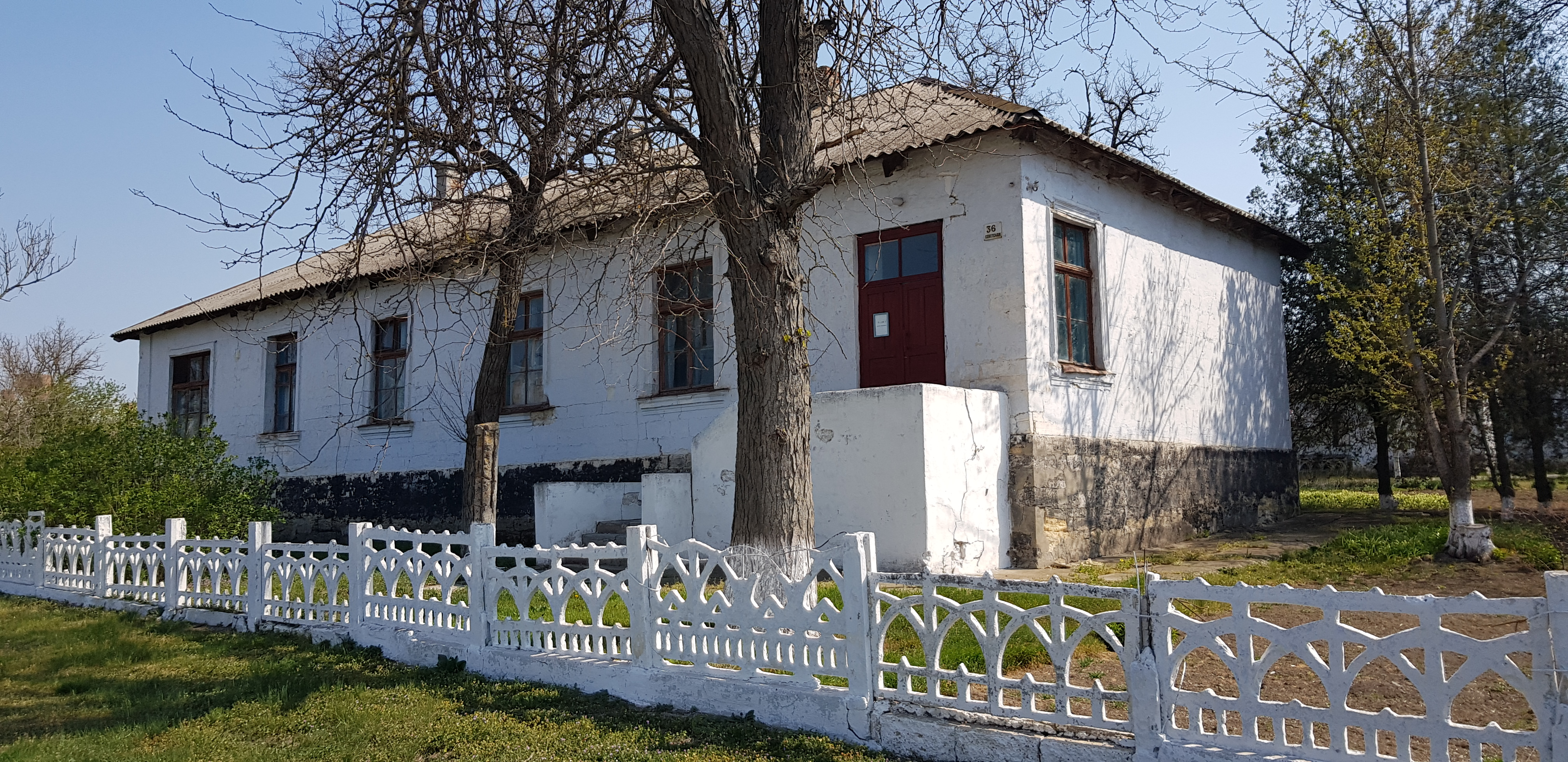
Старое здание больницы. Фото Сергея ЭльМира

## Местный совет
67360, Одесская обл., Березовский р-н, с. Ряснополь, ул. Почтовая, 1